# Фузон
Фузон (фр. Fouzon) је река у Француској. Дуга је 59 km. Улива се у Шер. 